# Stráž (district de Tachov)
Pour les articles homonymes, voir Stráž.
Stráž (en allemand : Neustadtl) est un bourg (městys) du district de Tachov, dans la région de Plzeň, en République tchèque. Sa population s'élevait à 1 365 habitants en 2024.

## Géographie
Stráž se trouve à 5 km au sud de Bor, à 18 km au sud-est de Tachov, à 44 km à l'ouest-sud-ouest de Plzeň et à 128 km à l'ouest-sud-ouest de Prague.
La commune est limitée par Bor au nord, par Staré Sedlo à l'est, par Vidice, Hostouň au sud, par Bělá nad Radbuzou au sud-est, et par Třemešné et Přimda à l'ouest.

## Histoire
La première mention écrite de la localité date de 1331. Stráž a le statut de městys depuis le 23 janvier 2007.

## Patrimoine
Patrimoine religieux

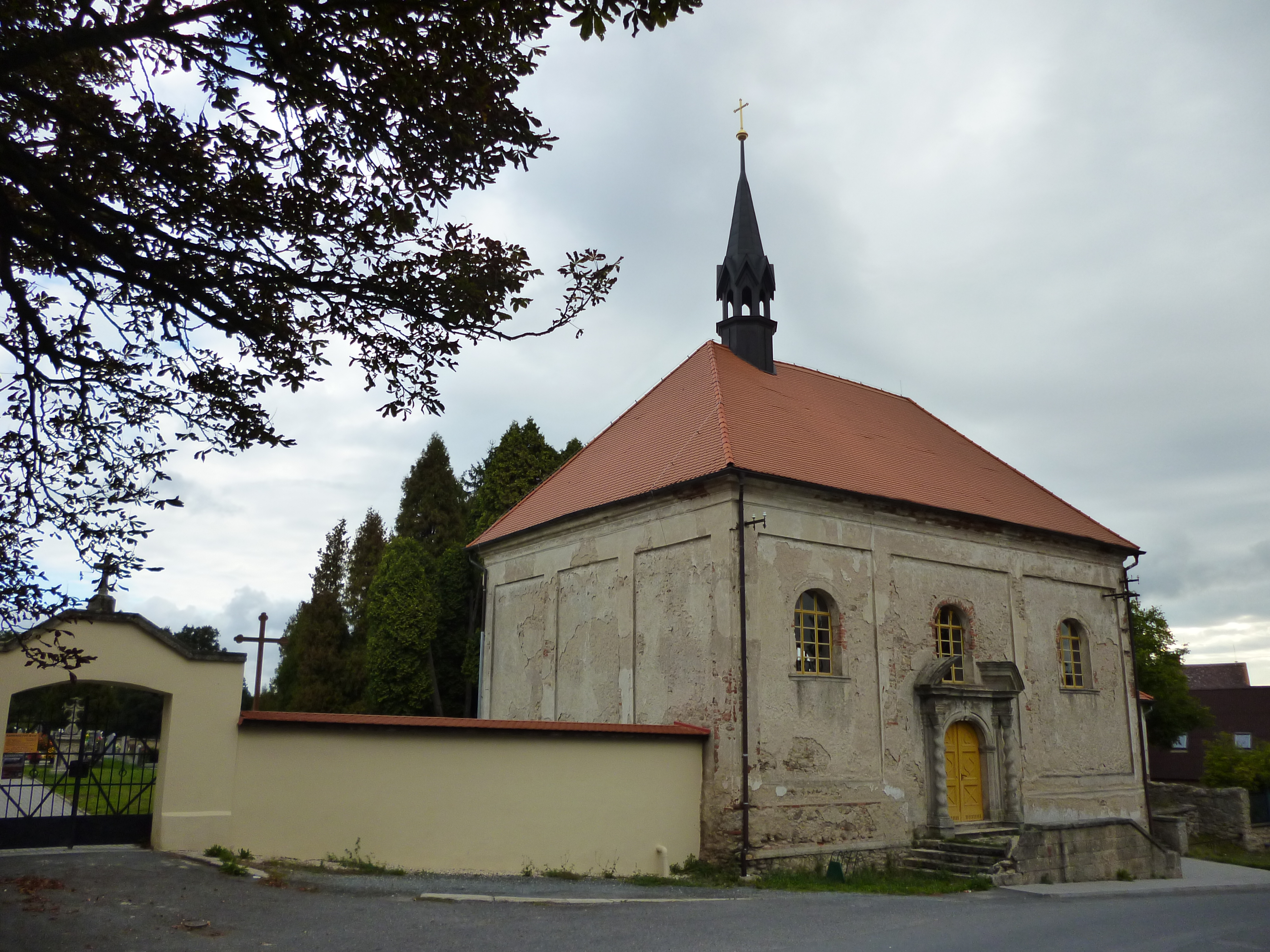
Église Saint-Jean-Baptiste.
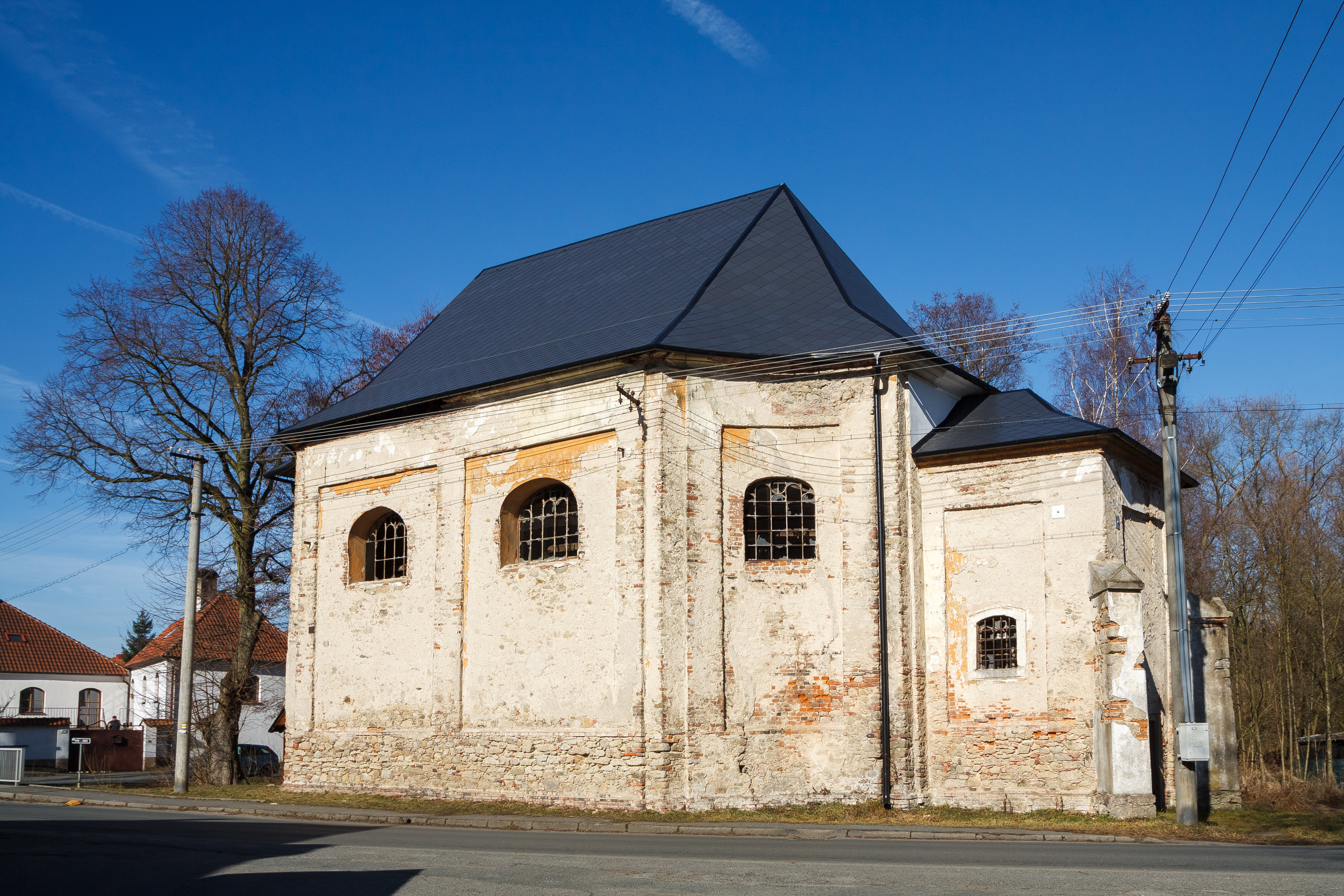
Église du Saint-Esprit.

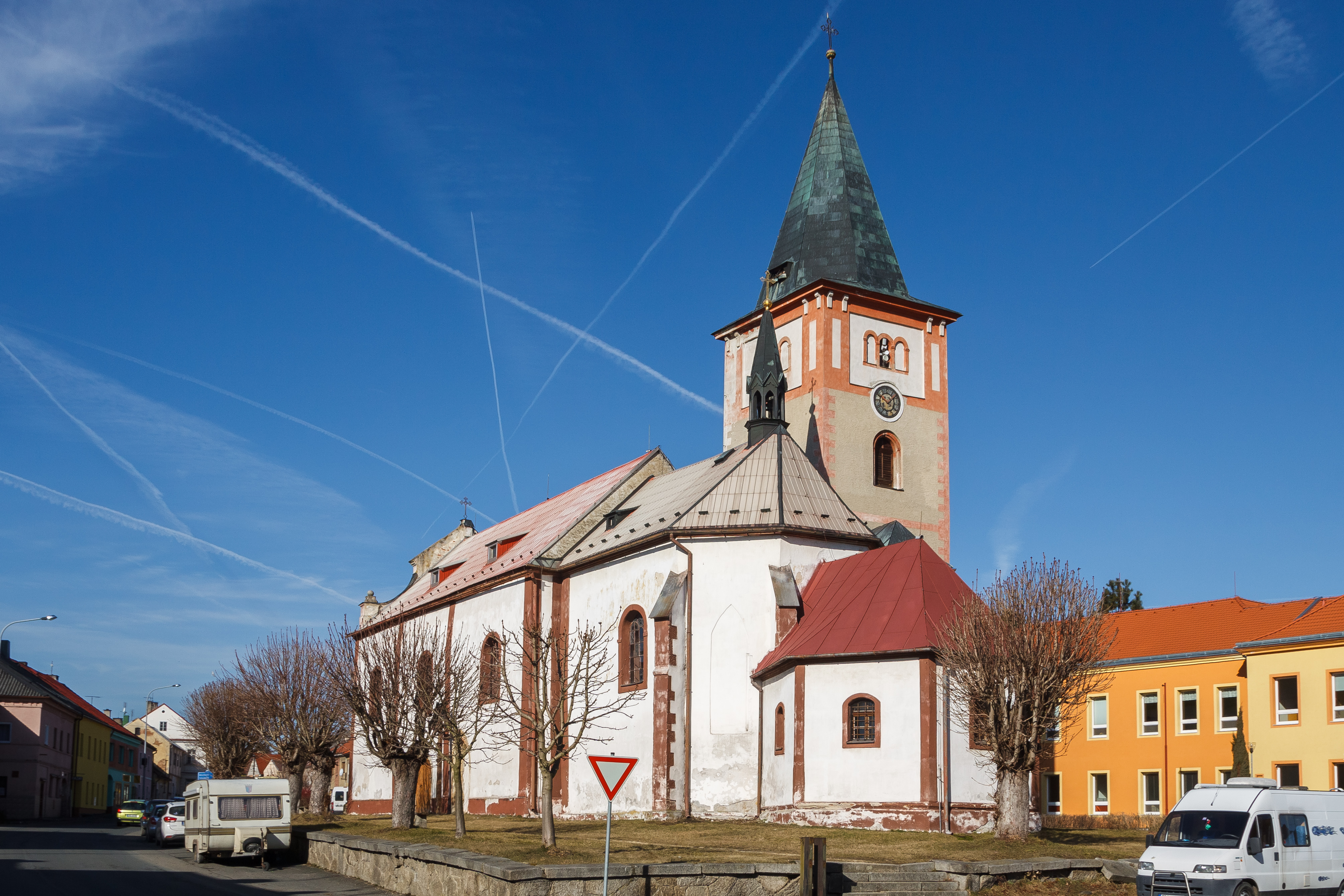
Église Saint-Venceslas.
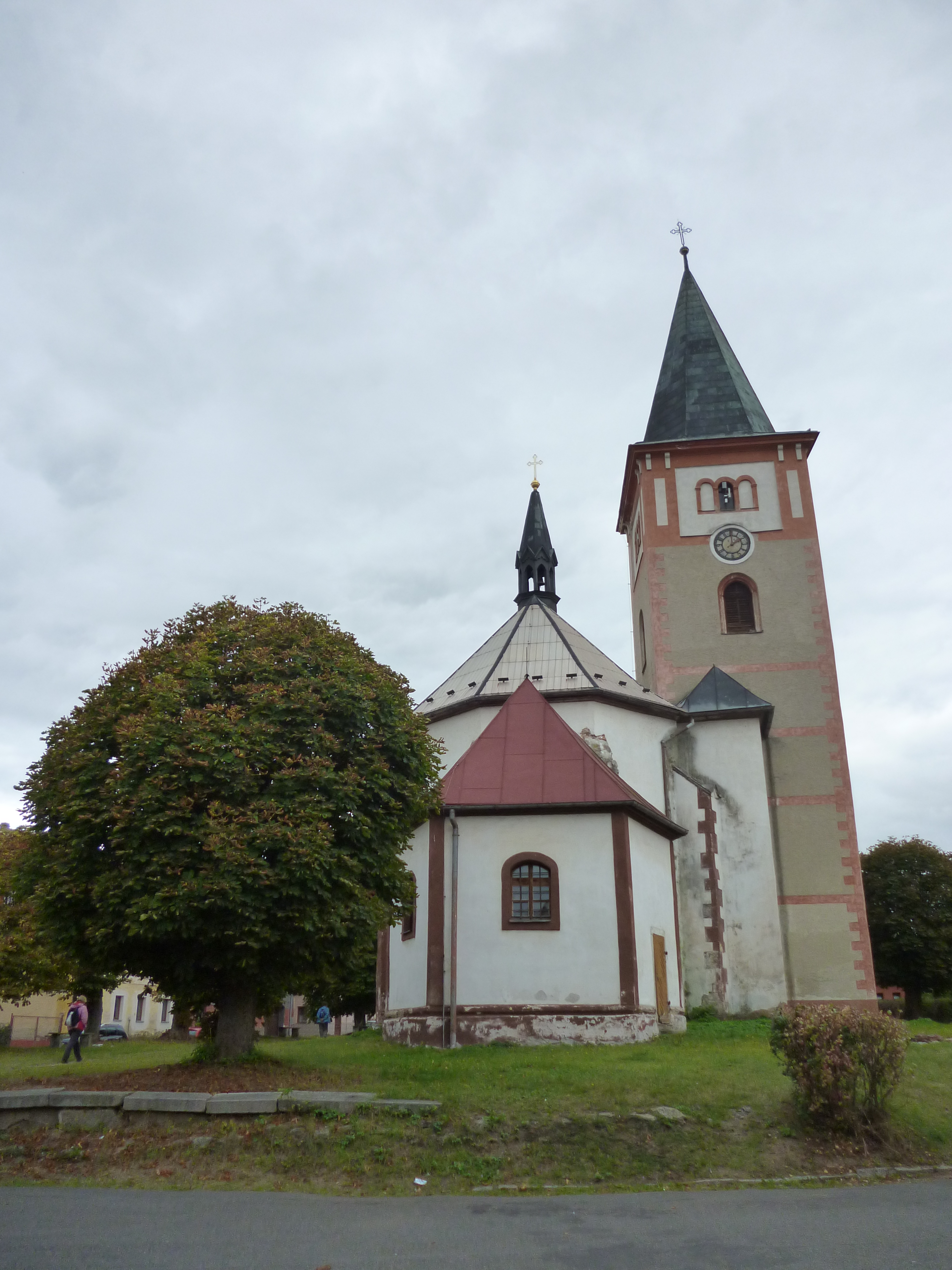
Le chevet.
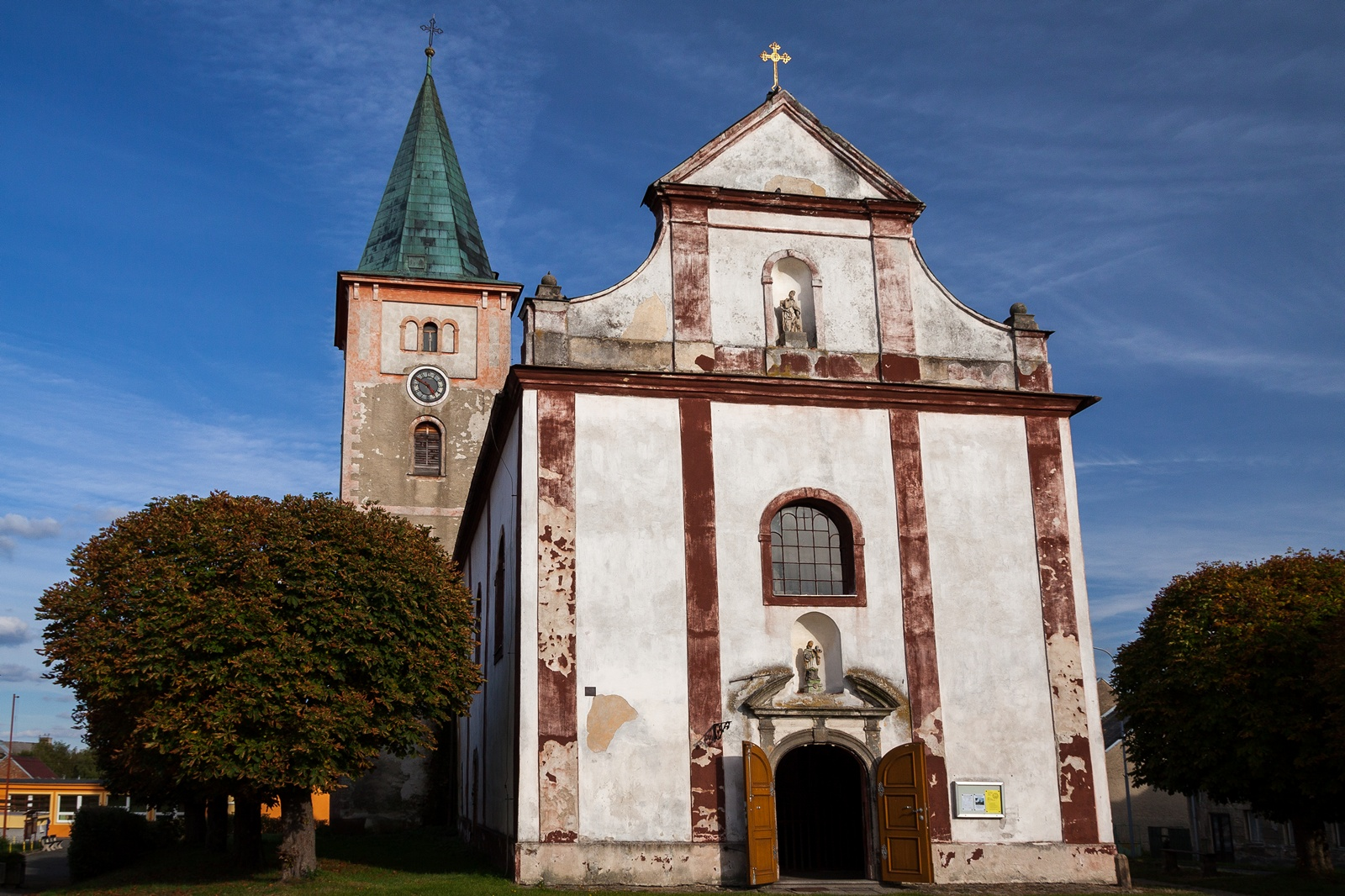
La façade.

## Administration
La commune se compose de onze sections :
- Stráž ;
- Bernartice ;
- Bonětice ;
- Bonětičky ;
- Borek ;
- Dehetná ;
- Jadruž ;
- Olešná ;
- Souměř ;
- Strachovice ;
- Valcha.

## Transports
Par la route, Stráž se trouve à 6 km de Bor, à 22 km de Tachov, à 54 km de Plzeň et à 150 km de Prague.